# Huddinge församling
Huddinge församling är en församling i Huddinge-Botkyrka kontrakt i Stockholms stift. Församlingen ligger i Huddinge kommun i Stockholms län och ingår i Huddinge pastorat.

## Administrativ historik
Församlingen har medeltida ursprung och var till 1562 moderförsamling i pastoratet Huddinge och Brännkyrka för att därefter till 1588 utgöra ett eget pastorat. Från 1588 till 1 maj 1887 moderförsamling i pastoratet Huddinge, Brännkyrka, Nacka och Erstavik. Från 1 maj 1887 till 1899 moderförsamling i pastoratet Huddinge, Brännkyrka och Nacka och från 1899 till 1 maj 1914 moderförsamling i pastoratet Huddinge och Brännkyrka. Från 1 maj 1914 till 2014 utgjorde församlingen ett eget pastorat. Ur församlingen utbröts 1974 Trångsunds församling, 1989 Sankt Mikaels församling och Flemingsbergs församling. Från 2014 ingår församlingen i ett utökat Huddinge pastorat.

## Areal
Huddinge församling omfattade den 1 januari 1976 en areal av 103,2 kvadratkilometer, varav 99,1 kvadratkilometer land.

## Verksamhet
- Huddinge kyrka
- Tomtberga kapell
- Huddinge kyrkskola
- Klockargården

## Series pastorum[7]

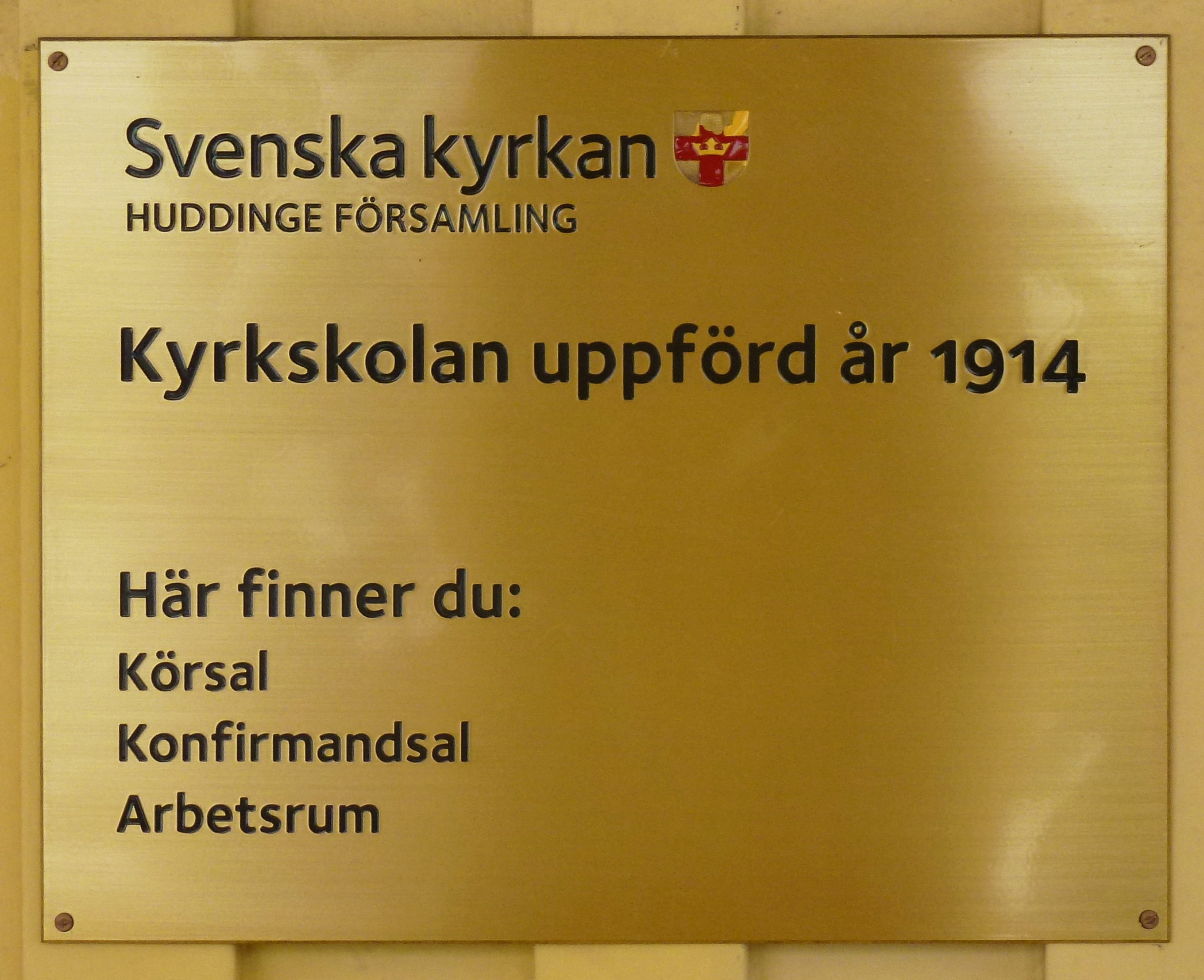
Skylt på Kyrkskolan.

- Johannes, deltog vid Uppsala möte 1593
- Jonas Olai (1622-1652)
- Lars Lennæus (1713-19)
- Olof Carelius (1739-58)
- Johan Fredrik Gleisman (1801-1823)
- Anders Wilhelm Gellerstedt (1825-1840)
- Gustaf Ährling (1840-63)
- Johan Peter Lind (1866-1892)
- Carl August Forssman (1894-1916)
- Nils Lindstam (1918-1942)
- Carl Fromén (1942-
- Stig Waller (-1979)
- Gunnar Järnefors
- Margarethe Isberg (1988-2000)
- Lars Jonsson (2000-2014)
- Torbjörn Leif Strand (2014-)

## Organister
| Ämbetstid | Namn       | Levnadstid | Övrigt    |
| --------- | ---------- | ---------- | --------- |
| 1961–1964 | Hans Kyhle | 1933–      | Organist. |